# پام دزرت (کالیفرنیا)
پام دزرت (به انگلیسی: Palm Desert) شهری در شهرستان ریورساید، کالیفرنیا ایالت کالیفرنیا است که در سرشماری سال ۲۰۱۰ میلادی، ۴۸۴۴۵ نفر جمعیت داشته است.